# Xian de Guangchang
Le xian de Guangchang (广昌县 ; pinyin : Guǎngchāng Xiàn) est un district administratif de la province du Jiangxi en Chine. Il est placé sous la juridiction de la ville-préfecture de Fuzhou.

## Démographie
La population du district était de 222 151 habitants en 1999.